# Дмитриевка (Татарский район)
Дмитриевка — село в Татарском районе Новосибирской области. Административный центр Дмитриевского сельсовета.

## География
Площадь села — 244 гектара. В 1,5 км к северу от первоначального расположения села прошла Транссибирская магистраль, на которой вблизи села находится станция Каратканск.

## История

### Основание и дореволюционный период
Первые поселенцы, в частности семьи Бабенко и Лубян, появились на территории будущего села до 1894 года. Они занимались сельским хозяйством, имели ветряные мельницы, маслобойки и молотилки. По данным сельского схода, к 1903 году в поселении, именовавшемся Большой Ермак, насчитывалось уже 50 домохозяйств.
23 сентября 1903 года на сельском сходе Ермаковского участка Казаткульской волости Каинского уезда Томской губернии было принято решение назвать поселение Дмитриевкой в честь святого Димитрия Солунского.
В 1900—1910-х годах в село прибыли новые переселенцы из европейской части России, Украины и Белоруссии. Выходцы из одной губернии селились компактными группами, образуя улицы. Так, украинские переселенцы основали улицу Центральную, а выходцы из мордовских земель (мокша) — улицу Мордовскую. К 1926 году в Дмитриевке насчитывалось 181 хозяйство и 903 жителя, преимущественно русские.
Первые дома представляли собой землянки. Позже крестьяне строили избы из осиновых или берёзовых брёвен, а также дома из самана (кирпича из глины с навозом). Хозяйство включало бани, отапливаемые по-чёрному, погреба, амбары и хлева. Основными занятиями были земледелие (рожь, пшеница, овёс, лён, картофель) и животноводство. Сельскохозяйственные орудия были простыми: соха-колесуха, бороны. В селе имелась одна молотильная машина, принадлежавшая зажиточному крестьянину.
В 1894—1895 годах рядом с селом была проложена Транссибирская железнодорожная магистраль. Возникший рядом железнодорожный разъезд Каратканск способствовал развитию торговли: жители продавали продукцию сельского хозяйства, в основном зерно и масло.
Первая школа открылась в 1913 году в доме, пожертвованном местным жителем Красильниковым. Среди первых учителей были Елизавета Башкирова, Григорий Астахов, Александра Питерская и Николай Слуцкий.

### Советский период
В годы Гражданской войны боевые действия на территории села не велись, однако местные жители уклонялись от службы в армии Колчака, некоторые дезертировали и присоединялись к партизанам. В ноябре 1919 года через село отступали колчаковские части, реквизируя у населения лошадей и продовольствие.
В 1922 году был образован Дмитриевский сельский Совет. 12 июня 1925 года созданы первые пионерский отряд и комсомольская ячейка. В 1930 году в ходе коллективизации был организован колхоз «Добровольная Украина». Этот процесс сопровождался сопротивлением части крестьян, которых ссылали на Васюганские болота.
В годы Великой Отечественной войны из сёл Дмитриевского сельсовета на фронт ушло 320 человек, из них 197 погибли. В 1979 году в их память в центре села был открыт памятник. В тылу жители села трудились на полях и фермах. Дмитриевский сельсовет под руководством председателя М. Т. Щербины был одним из передовых в Новосибирской области по выполнению планов хлебо- и мясопоставок, за что неоднократно отмечался на областном уровне.
В послевоенные годы развитие села продолжилось. В 1945 году была организована Дмитриевская машинно-тракторная станция (МТС). В 1950 году колхоз «Добровольная Украина» был переименован в колхоз имени Покрышкина. В 1958 году, после расформирования МТС, он стал фермой Северотатарского совхоза. В 1965 году на его базе был образован совхоз «Дмитриевский», специализировавшийся на молочно-мясном животноводстве и производстве зерна. В 1960—1970-е годы в селе велось активное строительство: появились новый Дом культуры, магазины, контора и животноводческие помещения.

### Постсоветский период
В 1992 году совхоз «Дмитриевский» был преобразован в АОЗТ «Дмитриевское», а в 2002 году — в СПК колхоз «Дмитриевский». В этот период хозяйство столкнулось с экономическими трудностями: сократились посевные площади, поголовье скота и количество работников. Основными проблемами стали износ техники, нехватка средств и текучесть кадров.

## Население
| 2002 | 2007 | 2010 |
| ---- | ---- | ---- |
| 952  | ↘948 | ↘893 |

## Инфраструктура
В селе по данным на 2007 год функционировали 1 учреждение здравоохранения и 1 учреждение образования. Исторически в селе действовали школа (с 1913 года) и медпункт.